# Neromia miltosticta
Neromia miltosticta är en fjärilsart som beskrevs av Louis Beethoven Prout 1912. Neromia miltosticta ingår i släktet Neromia och familjen mätare. Inga underarter finns listade i Catalogue of Life.